# Lijst van burgemeesters van Oud-Vossemeer
Dit is een lijst van burgemeesters van de voormalige Nederlandse gemeente Oud-Vossemeer tot die gemeente in 1971 opging in de gemeente Tholen.
| Ambtsperiode | Naam burgemeester                          | Partij of stroming | Bijzonderheden                             |
| ------------ | ------------------------------------------ | ------------------ | ------------------------------------------ |
| 1684 - 1720  | Adriaen Jansen van der Schoor              |                    |                                            |
| 1813 - 1816  | jhr. Samuel Otto de Casembroot (1776-1839) |                    | later burgemeester van Sint-Maartensdijk   |
| 1816 - 1837  | Rochus van den Oudendijk                   |                    | schout/burgemeester                        |
| 1837 - 1857  | Louis Cornelis van den Oudendijk           |                    | zoon van voorganger                        |
| 1857 - 1860  | Marinus Anthonie van Voorst Catshoek       |                    |                                            |
| 1860 - 1896  | Cornelis Jacobus de Vulder van Noorden     |                    | tevens burgemeester van Tholen (1853-1896) |
| 1896 - 1911  | Gerrit Johannis de Graaff Az               |                    |                                            |
| 1912 - 1917  | Leendert Cornelis Brinkman                 |                    | later burgemeester van Den Bommel          |
| 1918 - 1930  | Cornelis Willem Snijder                    |                    |                                            |
| 1930 - 1934  | Johannes Gerhardus Hamer                   | ARP                | later burgemeester van Genemuiden          |
| 1934 - 1969  | Johannes Jan Versluijs                     | ARP                | vanaf 1966 waarnemend                      |
| 1969 - 1971  | Adrie (A.M.) van Engelen                   | VVD                | waarnemend                                 |